# Ladang Panah
Ladang Panah is een bestuurslaag in het regentschap Aceh Barat Daya van de provincie Atjeh, Indonesië. Ladang Panah telt 363 inwoners (volkstelling 2010).